# NGC 2845
NGC 2845 је лентикуларна галаксија у сазвежђу Једра која се налази на NGC листи објеката дубоког неба.
Деклинација објекта је - 38° 0' 35" а ректасцензија 9h 18m 36,9s. Привидна величина (магнитуда) објекта NGC 2845 износи 12,3 а фотографска магнитуда 13,2. NGC 2845 је још познат и под ознакама ESO 314-10, MCG -6-21-2, IRAS 09166-3747, PGC 26306.